# Claudia Märtlová
Claudia Märtlová (* 3. července 1954, Amberg) je německá historička.

## Životopis
Po maturitě v roce 1974 studovala Märtlová dějiny, anglistiku a romanistiku na univerzitě v Řezně a studium zde uzavřela zkouškou v roce 1980. V roce 1984 promovala s prací Die falschen Investiturprivilegien u Horsta Fuhrmanna a v letech 1988 až 1994 působila v Monumenta Germaniae Historica.
Roku 1994 habilitovala prací o životě a díle kardinála Jeana Jouffroye a od roku 1995 byla profesorkou středověkých dějin na TU Braunschweig. Od roku 2001 vyučuje na univerzitě Ludvíka Maxmiliána v Mnichově. V březnu 2011 byla zvolena jako nástupkyně Rudolfa Schieffera na místo prezidenta Monumenta Germaniae Historica (MGH). Do funkce nastoupila v dubnu 2012. Do funkce nastoupila 1. dubna 2012 na omezenou dobu dvou let. 31. března 2014 rezignovala jako prezidentka po velmi ostrém protestu proti opatřením o úsporách ze strany Svobodného státu Bavorsko a reformním požadavkům státního ministerstva školství, kultury, vědy a umění, které převzala Ludwig Spaenle (CSU).
Oblastí jejího výzkumu ja pozdně středověká historiografie, dějiny humanismu, sociální dějiny pozdně středověké kurie a rozvoj diplomacie v Itálii. Od roku 2004 dohlíží na výzkumný projekt Autorität und politische Kontingenz an der Kurie des 15. Jahrhunderts - Pluralisierung und Autorität in der Frühen Neuzeit (15.–17. Jahrhundert).
V roce 2006 se stala členem Bavorské akademie věd. Je členem poradního výboru Německého historického institutu v Římě.

## Dílo (výběr)
- Die falschen Investiturprivilegien. Hannover 1986.
- Kardinal Jean Jouffroy († 1473). Leben und Werk. Sigmaringen 1996.
- Vierzehn Jahre im Leben der Stadt Braunschweig. Braunschweig 1998.
- Die 101 wichtigsten Fragen - Mittelalter. Mnichov 2006.